# Holzrindeneule

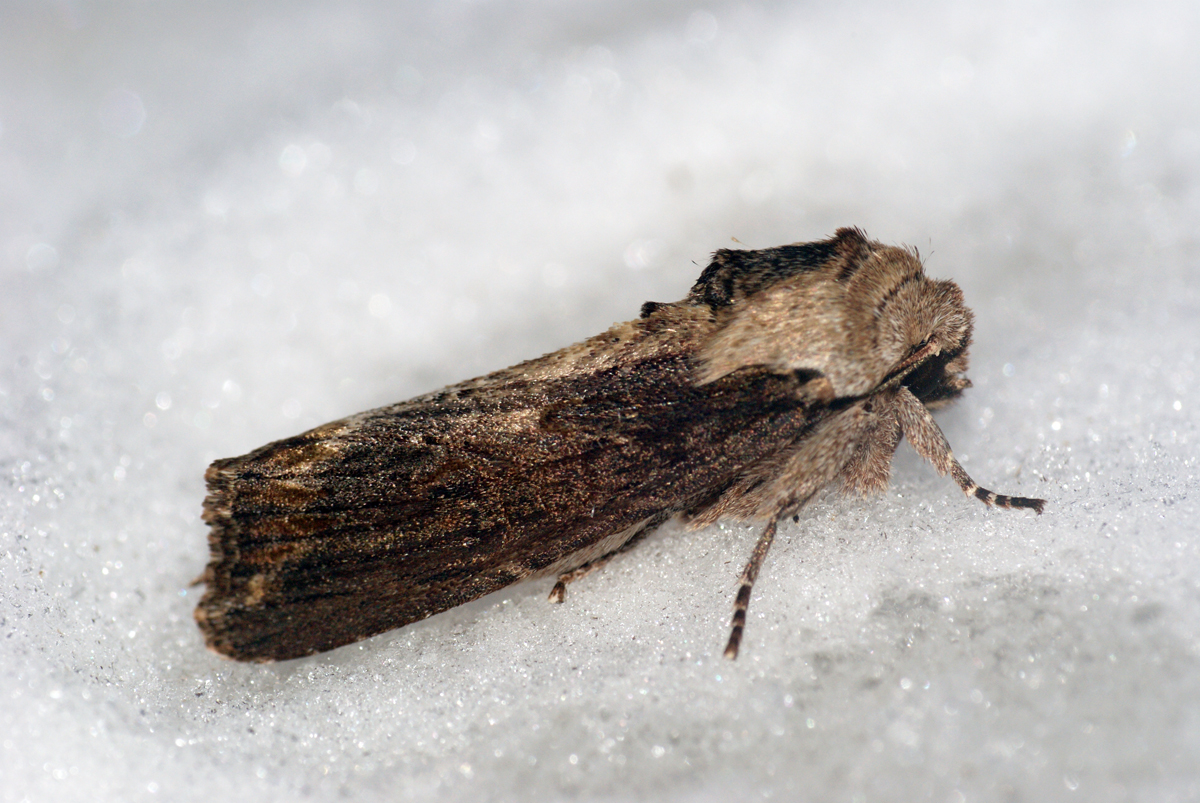
Falter in Sitzstellung

Die Holzrindeneule (Egira conspicillaris), auch als Ginster-Holzrindeneule bezeichnet, ist ein Schmetterling (Nachtfalter) aus der Familie der Eulenfalter (Noctuidae).

## Merkmale

### Falter
Mit einer Flügelspannweite der Falter von 36 bis 44 Millimeter zählt die Art zu den mittelgroßen Eulenfalterarten. Die Vorderflügel sind schmal und gestreckt. Am Außenrand ist eine leichte Einschnürung erkennbar. Bezüglich der Färbung besteht eine große Variationsbreite. So gibt es sowohl blass hellbraun gefärbte Exemplare ohne markante Zeichnungselemente als auch schwarzbraun getönte Tiere mit deutlichen weißen Feldern nahe am Apex sowie zwischen Innenwinkel und Mittelfeld im Innenrandbereich. Die zuletzt genannte Farbvariante tritt insbesondere bei den weiblichen Faltern auf. Die Hinterflügel schimmern seidig weiß und lassen die dunklen Adern deutlich hervortreten.

### Ei, Raupe, Puppe
Das halbkugelige Ei ist kreideweiß gefärbt, am oberen Pol jedoch rötlichgelb. Die Oberfläche ist mit schwach ausgebildeten Rippen versehen.
Junge Raupen sind grünlich gefärbt. Erwachsene Tiere wechseln ihre Farbe ins Bräunliche, sind hell gesprenkelt und haben einen breiten, hellen Seitenstreifen.
Die gedrungene Puppe hat eine rotbraune Tönung sowie einen stumpfen Kremaster mit zwei kurzen Spitzen und zwei gekrümmten Dornen.

### Ähnliche Arten
- Egira tibori unterscheidet sich durch die etwas breiteren Vorderflügel.
- Egira anatolica zeigt kontrastreichere Zeichnungselemente.

Die Unterschiede zu Egira conspicillaris sind bei den beiden vorgenannten Arten gering, jedoch kann eine zuverlässige Bestimmung durch eine genitalmorphologische Analyse erfolgen.

## Geographische Verbreitung und Lebensraum
Die Holzrindeneule ist in Europa von der Iberischen Halbinsel ostwärts bis Russland verbreitet. Im Norden kommt sie bis zum Baltikum, im Süden bis Nordafrika vor. Das Areal erstreckt sich von dort durch den Mittelmeerraum bis nach Vorderasien und zum Kaspischen Meer. In den Alpen ist sie noch in Höhen von ca. 1600 Metern anzutreffen. Hauptlebensraum sind Heidegebiete, Lichtungen, Waldränder sowie Gärten und Parklandschaften.

## Lebensweise
Die nachtaktiven Falter fliegen im April und Mai in einer Generation und besuchen künstliche Lichtquellen sowie Köder und blühende Weidenkätzchen. Gelegentlich wurden sie auch beim Saugen an Schmetterlingsflieder (Buddleja davidii) beobachtet. Die Raupen leben von Mai bis Juli und ernähren sich bevorzugt von Färber-Ginster  (Genista tinctoria), Besenginster (Cytisus scoparius) oder Echter Waldrebe (Clematis vitalba). Sie überwintern als Puppe.

## Gefährdung
In Deutschland ist die Holzrindeneule verbreitet und gebietsweise nicht selten. Auf der Roten Liste gefährdeter Arten wird sie deshalb als nicht gefährdet geführt.